# Wereldkampioenschap superbike van Buriram 2015
Het wereldkampioenschap superbike van Buriram 2015 was de tweede ronde van het wereldkampioenschap superbike en het wereldkampioenschap Supersport 2015. De races werden verreden op 22 maart 2015 op het Chang International Circuit nabij Buriram, Thailand.

## Superbike

### Race 1
| Pos | Nr | Rijder               | Constructeur | Rondes | Tijd        | Grid | Punten |
| --- | -- | -------------------- | ------------ | ------ | ----------- | ---- | ------ |
| 1   | 65 | Jonathan Rea         | Kawasaki     | 20     | 31:33.852   | 1    | 25     |
| 2   | 91 | Leon Haslam          | Aprilia      | 20     | +6.329      | 2    | 20     |
| 3   | 66 | Tom Sykes            | Kawasaki     | 20     | +8.183      | 4    | 16     |
| 4   | 81 | Jordi Torres         | Aprilia      | 20     | +8.513      | 5    | 13     |
| 5   | 1  | Sylvain Guintoli     | Honda        | 20     | +20.502     | 9    | 11     |
| 6   | 15 | Matteo Baiocco       | Ducati       | 20     | +26.118     | 12   | 10     |
| 7   | 22 | Alex Lowes           | Suzuki       | 20     | +22.249     | 3    | 9      |
| 8   | 44 | David Salom          | Kawasaki     | 20     | +27.925     | 11   | 8      |
| 9   | 21 | Troy Bayliss         | Ducati       | 20     | +27.174     | 7    | 7      |
| 10  | 36 | Leandro Mercado      | Ducati       | 20     | +32.610     | 10   | 6      |
| 11  | 7  | Chaz Davies          | Ducati       | 20     | +37.330     | 6    | 5      |
| 12  | 18 | Nicolás Terol        | Ducati       | 20     | +37.902     | 14   | 4      |
| 13  | 14 | Randy de Puniet      | Suzuki       | 20     | +41.722     | 16   | 3      |
| 14  | 20 | Sylvain Barrier      | BMW          | 20     | +50.099     | 13   | 2      |
| 15  | 40 | Román Ramos          | Kawasaki     | 20     | +59.457     | 17   | 1      |
| 16  | 43 | Greg Gildenhuys      | Kawasaki     | 20     | +1:20.519   | 22   |        |
| 17  | 51 | Santiago Barragán    | Kawasaki     | 20     | +1:20.931   | 20   |        |
| 18  | 10 | Imre Tóth            | BMW          | 19     | +1 ronde    | 24   |        |
| 19  | 5  | Ireneusz Sikora      | BMW          | 19     | +1 ronde    | 25   |        |
| DNF | 72 | Larry Pegram         | EBR          | 16     | Uitgevallen | 23   |        |
| DNF | 9  | Anuch Nakcharoensri  | Honda        | 13     | Ongeluk     | 21   |        |
| DNF | 60 | Michael van der Mark | Honda        | 6      | Uitgevallen | 8    |        |
| DNF | 23 | Christophe Ponsson   | Kawasaki     | 4      | Ongeluk     | 19   |        |
| DNF | 59 | Niccolò Canepa       | EBR          | 3      | Uitgevallen | 18   |        |
| DNF | 2  | Leon Camier          | MV Agusta    | 1      | Uitgevallen | 15   |        |
| DNF | 53 | Chanon Chumjai       | BMW          | 0      | Uitgevallen | 26   |        |

### Race 2
| Pos | Nr | Rijder               | Constructeur | Rondes | Tijd         | Grid | Punten |
| --- | -- | -------------------- | ------------ | ------ | ------------ | ---- | ------ |
| 1   | 65 | Jonathan Rea         | Kawasaki     | 20     | 31:31.173    | 1    | 25     |
| 2   | 91 | Leon Haslam          | Aprilia      | 20     | +4.946       | 2    | 20     |
| 3   | 22 | Alex Lowes           | Suzuki       | 20     | +8.701       | 3    | 16     |
| 4   | 81 | Jordi Torres         | Aprilia      | 20     | +10.628      | 5    | 13     |
| 5   | 66 | Tom Sykes            | Kawasaki     | 20     | +14.326      | 4    | 11     |
| 6   | 1  | Sylvain Guintoli     | Honda        | 20     | +21.060      | 9    | 10     |
| 7   | 60 | Michael van der Mark | Honda        | 20     | +21.246      | 8    | 9      |
| 8   | 15 | Matteo Baiocco       | Ducati       | 20     | +23.868      | 12   | 8      |
| 9   | 44 | David Salom          | Kawasaki     | 20     | +25.744      | 11   | 7      |
| 10  | 36 | Leandro Mercado      | Ducati       | 20     | +29.692      | 10   | 6      |
| 11  | 21 | Troy Bayliss         | Ducati       | 20     | +34.533      | 7    | 5      |
| 12  | 18 | Nicolás Terol        | Ducati       | 20     | +38.323      | 14   | 4      |
| 13  | 20 | Sylvain Barrier      | BMW          | 20     | +45.834      | 13   | 3      |
| 14  | 40 | Román Ramos          | Kawasaki     | 20     | +45.955      | 17   | 2      |
| 15  | 7  | Chaz Davies          | Ducati       | 20     | +1:00.898    | 6    | 1      |
| 16  | 43 | Greg Gildenhuys      | Kawasaki     | 20     | +1:23.943    | 22   |        |
| 17  | 9  | Anuch Nakcharoensri  | Honda        | 20     | +1:38.125    | 21   |        |
| 18  | 10 | Imre Tóth            | BMW          | 19     | +1 ronde     | 24   |        |
| 19  | 5  | Ireneusz Sikora      | BMW          | 19     | +1 ronde     | 25   |        |
| 20  | 53 | Chanon Chumjai       | BMW          | 19     | +1 ronde     | 26   |        |
| DNF | 51 | Santiago Barragán    | Kawasaki     | 13     | Uitgevallen  | 20   |        |
| DNF | 2  | Leon Camier          | MV Agusta    | 10     | Uitgevallen  | 15   |        |
| DNF | 14 | Randy de Puniet      | Suzuki       | 5      | Uitgevallen  | 16   |        |
| DNF | 23 | Christophe Ponsson   | Kawasaki     | 0      | Uitgevallen  | 19   |        |
| DNS | 59 | Niccolò Canepa       | EBR          | 0      | Niet gestart | 18   |        |
| DNF | 72 | Larry Pegram         | EBR          | 0      | Niet gestart | 23   |        |

## Supersport
| Pos | Nr  | Rijder              | Constructeur | Rondes | Tijd           | Grid | Punten |
| --- | --- | ------------------- | ------------ | ------ | -------------- | ---- | ------ |
| 1   | 9   | Ratthapark Wilairot | Honda        | 17     | 27:57.523      | 7    | 25     |
| 2   | 54  | Kenan Sofuoğlu      | Kawasaki     | 17     | +1.828         | 1    | 20     |
| 3   | 99  | P.J. Jacobsen       | Kawasaki     | 17     | +1.860         | 6    | 16     |
| 4   | 14  | Lucas Mahias        | Kawasaki     | 17     | +8.664         | 5    | 13     |
| 5   | 59  | Ratthapong Wilairot | Honda        | 17     | +12.110        | 13   | 11     |
| 6   | 44  | Roberto Rolfo       | Honda        | 17     | +13.599        | 8    | 10     |
| 7   | 5   | Marco Faccani       | Kawasaki     | 17     | +14.025        | 11   | 9      |
| 8   | 36  | Martín Cárdenas     | Honda        | 17     | +14.857        | 12   | 8      |
| 9   | 25  | Alex Baldolini      | MV Agusta    | 17     | +21.690        | 15   | 7      |
| 10  | 4   | Gino Rea            | Honda        | 17     | +30.238        | 9    | 6      |
| 11  | 30  | Decha Kraisart      | Yamaha       | 17     | +30.639        | 16   | 5      |
| 12  | 19  | Kevin Wahr          | Honda        | 17     | +36.167        | 20   | 4      |
| 13  | 11  | Christian Gamarino  | Kawasaki     | 17     | +36.337        | 18   | 3      |
| 14  | 68  | Glenn Scott         | Honda        | 17     | +36.670        | 22   | 2      |
| 15  | 6   | Dominic Schmitter   | Kawasaki     | 17     | +37.587        | 10   | 1      |
| 16  | 27  | Thitipong Warokorn  | Honda        | 17     | +38.746        | 19   |        |
| DNF | 16  | Jules Cluzel        | MV Agusta    | 14     | Uitgevallen    | 2    |        |
| DNF | 111 | Kyle Smith          | Honda        | 8      | Ongeluk        | 3    |        |
| DNF | 87  | Lorenzo Zanetti     | MV Agusta    | 8      | Schade ongeluk | 4    |        |
| DNF | 74  | Kieran Clarke       | Honda        | 6      | Uitgevallen    | 21   |        |
| DNF | 84  | Riccardo Russo      | Honda        | 6      | Uitgevallen    | 24   |        |
| DNF | 65  | Chalermpol Polamai  | Yamaha       | 5      | Uitgevallen    | 17   |        |
| DNF | 61  | Fabio Menghi        | Yamaha       | 0      | Schade ongeluk | 14   |        |
| DNS | 81  | Alessandro Nocco    | Honda        | 0      | Niet gestart   | 23   |        |

## Tussenstanden na wedstrijd

### Superbike
| Pos | Nr | Rijder           | Team     | Punten |
| --- | -- | ---------------- | -------- | ------ |
| 1   | 65 | Jonathan Rea     | Kawasaki | 95     |
| 2   | 91 | Leon Haslam      | Aprilia  | 85     |
| 3   | 66 | Tom Sykes        | Kawasaki | 50     |
| 4   | 1  | Sylvain Guintoli | Honda    | 41     |
| 5   | 81 | Jordi Torres     | Aprilia  | 39     |

### Supersport
| Pos | Nr | Rijder              | Team      | Punten |
| --- | -- | ------------------- | --------- | ------ |
| 1   | 9  | Ratthapark Wilairot | Honda     | 36     |
| 2   | 54 | Kenan Sofuoğlu      | Kawasaki  | 30     |
| 3   | 16 | Jules Cluzel        | MV Agusta | 25     |
| 4   | 99 | P.J. Jacobsen       | Kawasaki  | 13     |
| 5   | 4  | Gino Rea            | Honda     | 22     |

2015 · 2016 · 2017 · 2018 · 2019